# Ratolí sedós olivaci
El ratolí sedós olivaci (Abrothrix olivacea) és una espècie de rosegador en la família dels cricètids. Viu a l'Argentina i Xile. Originalment se'l classificà dins el gènere Mus amb el nom de Mus olivaceus. És una espècie en risc mínim, és a dir, no sembla que hi hagi cap amenaça significativa per a la seva supervivència.